# Fakt Mobile
Fakt Mobile – marka usług telefonii komórkowej, świadczonych w systemie pre-paid, obecna na polskim rynku od 11 czerwca 2015 roku. Marka jest adresowana głównie do czytelników gazety Fakt, oferując im specjalne przywileje, w tym darmowy starter.

## Wyjaśnienie
Fakt Mobile nie jest wirtualnym operatorem telefonii komórkowej (MVNO). Przedsiębiorcą telekomunikacyjnym, z którym zawiera się umowę o świadczenie usług telekomunikacyjnych pod marką Fakt Mobile jest P4, operator Play. Sieć działa na nadajnikach sieci Play oraz w roamingu krajowym.